# Municipio de Winona (Kansas)
El municipio de Winona (en inglés: Winona Township) es un municipio ubicado en el condado de Logan en el estado estadounidense de Kansas. En el año 2010 tenía una población de 242 habitantes y una densidad poblacional de 0,87 personas por km².

## Geografía
El municipio de Winona se encuentra ubicado en las coordenadas 39°2′54″N 101°13′48″O / 39.04833, -101.23000. Según la Oficina del Censo de los Estados Unidos, el municipio tiene una superficie total de 277.42 km², de la cual 277,42 km² corresponden a tierra firme y (0 %) 0 km² es agua.

## Demografía
Según el censo de 2010, había 242 personas residiendo en el municipio de Winona. La densidad de población era de 0,87 hab./km². De los 242 habitantes, el municipio de Winona estaba compuesto por el 95,87 % blancos, el 2,07 % eran afroamericanos, el 0,41 % eran asiáticos, el 1,24 % eran de otras razas y el 0,41 % eran de una mezcla de razas. Del total de la población el 4,13 % eran hispanos o latinos de cualquier raza.